# Geniates bituberculatus
Geniates bituberculatus är en skalbaggsart som beskrevs av Lorenzo Camerano 1878. Geniates bituberculatus ingår i släktet Geniates och familjen Rutelidae. Inga underarter finns listade i Catalogue of Life.